# Nebszemi
Nebszemi ókori egyiptomi királyné volt a XVIII. dinasztia idején, III. Thotmesz egyik felesége.
III. Thotmesz thébai halotti templomában állt egy kb. 80 cm magas, 30 cm széles szürke gránit ülőszobra, melynek stílusa a XII. dinasztiát idézi, de mivel semmi más nem található a templomban ebből a korból, a templommal egykorúra datálták. A szobornak csak az alsó része maradt fenn. Nebszemi neve máshonnan nem ismert, de mivel a templomban ez az egyetlen nagyobb királynészobor, a templom építésekor fontos szerepet tölthetett be. Nevét a maa heru: igaz hang jelző követi, ami arra utal, a szobor készültekor már elhunyt.
Címei: „A király felesége” (ḥmt-nỉswt), „A király szeretett felesége” (ḥmt-nỉswt mrỉỉ.t=f ).